# 12435 Sudachi
12435 Sudachi este un asteroid din centura principală de asteroizi.

## Descriere
12435 Sudachi este un asteroid din centura principală de asteroizi. A fost descoperit pe 17 ianuarie 1996 la Kitami de Kin Endate și Kazuro Watanabe. Asteroidul prezintă o orbită caracterizată de o semiaxă mare de 2,89 ua, o excentricitate de 0,02 și o înclinație de 3,3° în raport cu ecliptica.